# Hjalmar Neiglick

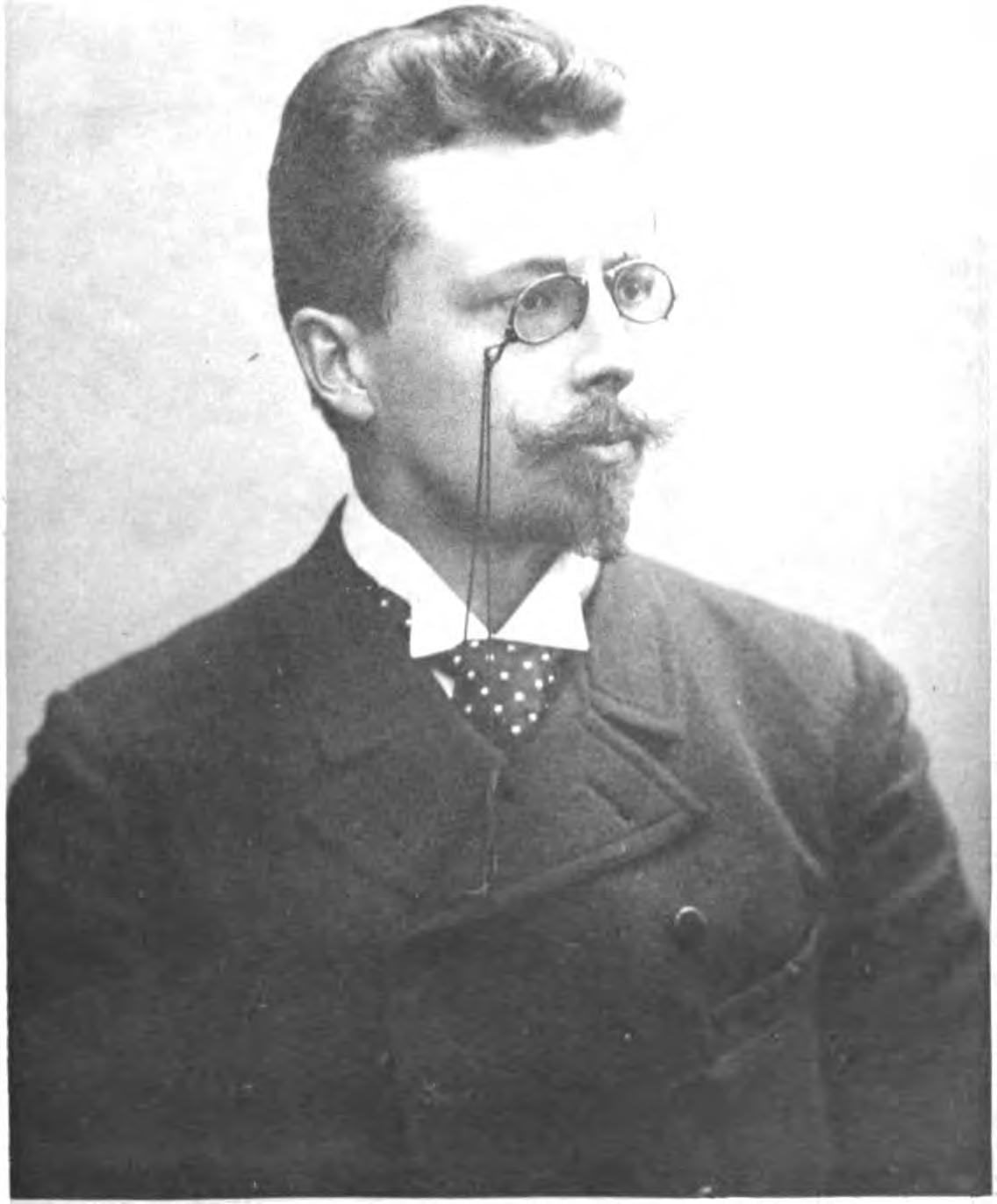
Hjalmar Neiglick.

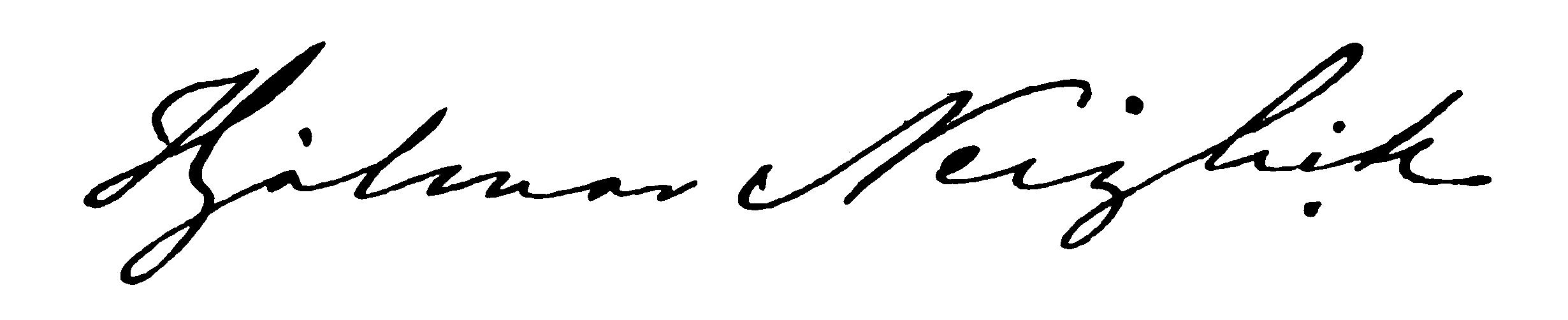
Neiglicks namnteckning.

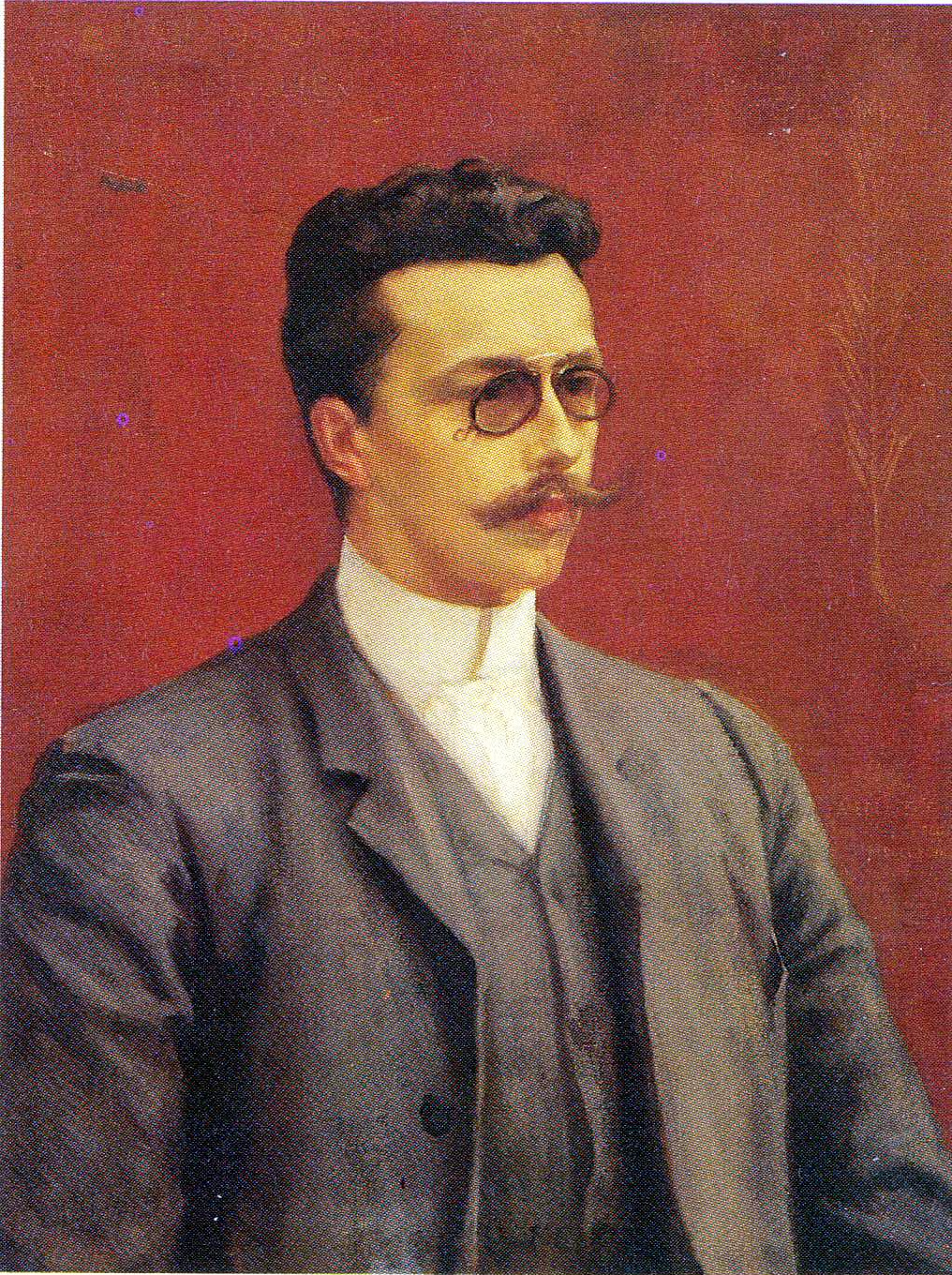
Porträtt av Hjalmar Neiglick av Albert Edelfelt beställd av Nylands Nation

Georg Hjalmar Garibaldi Neiglick, född 28 juni 1860, död 3 november 1889, var en finlandssvensk kritiker och psykolog. Han var far till Martha Platonoff.
Neiglick var son till Alexander Neiglick, direktör för Finlands banks kontor i Sankt Petersburg, men större delen av barndomen tillbringade han hos sin moster i Impilax på Ladogas norra strand. Han tog studenten vid Helsingfors svenska normallyceum 1879.
Efter att ha inledningsvis studerat estetik, vände Neiglick sig relativt snart mot filosofin och psykologin. Neigick disputerade i februari 1887 vid Helsingfors universitet efter studier i Wilhelm Wundts laboratorium i Leipzig med avhandlingen Zur Psykophysik der Lichtsinns. Under sin vistelse i Leipzig och genom besök i Paris blev han vän med Émile Durkheim. I Frankrike kom han också i samband med en av vetenskapliga psykologins franska förgrundsgestalter, Théodule Ribot. Han utnämndes till docent i experimentalpsykologi vid Helsingfors universitet 1887, och blev således den första representanten för psykologi som akademiskt ämne i Finland. Han fungerade även som t.f. professor i filosofi 1887–1889.
Neiglick gick i spetsen för åttiotalismens idéer i Finland och karakteriserades som en utmärkt litteratur- och teaterkritiker. År 1884 publicerade han pamfletten Vetenskapen och Professorerne Hjelt, Neovius och Reuter samt Docenten Vasenius, under pseudonymen Arius. I pamfletten ansåg Neiglick att kritiken Hjelt, Neovius, Reuter och Vasenius riktat mot Carl von Bergen med anledning av hans föreläsningar Framtidens kristendom i Helsingfors våren 1884 var ett försök att tysta oliktänkande. Genom pamfletten vann Neiglick en viss ryktbarhet som stridbar samhällsdebattör och galjonsfigur för åttiotalismen.
Hans huvudsakliga organ var först Finsk Tidskrift 1883–1885 och senare Nya Pressen, vars ordinarie kritiker han var 1887–1889. År 1888 blev han vald till kurator för den svensksinnade nyländska studentavdelningen, vilket har karakteriserats som internationalismens, åttiotalismens, seger över den svensknationella linjen, företrädd av sådana som Axel Olof Freudenthal och Axel Lille.
Han var nära vän till Jarl Hagelstam, Karl August Tavaststjerna, Werner Söderhjelm och Albert Edelfelt.